# Lenguas micronesias
Las lenguas micronesias son una rama de las lenguas oceánicas. Consiste en unas 20 lenguas dispersas principalmente en toda la región de Micronesia. Tienen pocos hablantes, excepto por el gilbertino que pasa de los 120.000. Estas lenguas son conocidas por la ausencia de consonantes labiales, en su lugar tienen consonantes palatizadas y labializadas.
El grupo más cercano al micronesio es el fiyiano-polinesio con un 70% de confiabilidad.

## Clasificación
De acuerdo a análisis recientes (2008), este grupo se compone de las siguientes lenguas (los porcentajes indican la confiabilidad de cada grupo):
- Micronesias
  - Nauruano, lengua de la República de Nauru
  - Micronesias nucleares (100%)
    - Gilbertino, idioma de la República de Kiribati.
    - Micronesias nucleares (100%)
      - Kosraeano o kusaieano, lengua original de la isla Kosrae (E.F. de Micronesia).
      - Ponapeanas (94%): Lenguas del estado micronesio de Pohnpei, como el mokilés, pingelapés y ponapeano.
      - Marshalés: Idioma de la República de las Islas Marshall.
      - Trúkicas o chuúkicas (100%): Lenguas como el sonsorol y el tobiano (Palaos), y lenguas al oeste de Micronesia (estados de Yap y Truk) y en las islas Marianas del Norte (como el carolinio).

Dentro de las lenguas micronesias nucleares, el kosraeano es la más divergente y el resto del grupo forma una unidad con 74% de confiabilidad.